# International Race of Champions 1989
International Race of Champions 1989 (IROC XIII) var ett race som kördes över fyra omgångar med Terry Labonte som mästare.

## Delsegrare
| Datum       | Bana         | Vinnare        |
| ----------- | ------------ | -------------- |
| 17 februari | Daytona      | Rusty Wallace  |
| 29 april    | Nazareth     | Danny Sullivan |
| 5 augusti   | Michigan     | Terry Labonte  |
| 12 augusti  | Watkins Glen | Al Unser Jr.   |

## Slutställning
| Plats | Förare         | Poäng |
| ----- | -------------- | ----- |
| 1     | Terry Labonte  | 72    |
| 2     | Al Unser Jr.   | 60    |
| 3     | Rusty Wallace  | 58    |
| 4     | Dale Earnhardt | 57    |
| 5     | Scott Pruett   | 51    |
| 6     | Bill Elliott   | 38    |
| 7     | A.J. Foyt      | 36    |
| 8     | Danny Sullivan | 35    |
| 9     | Hurley Haywood | 31    |
| 10    | Geoff Brabham  | 24    |
| 11    | Rick Mears     | 24    |
| 12    | Richard Petty  | 16    |